# Shahumyan (Lori)
Shahumyan är en ort i Armenien.   Den ligger i provinsen Lori, i den nordvästra delen av landet, 70 kilometer norr om huvudstaden Jerevan. Shahumyan ligger 1 520 meter över havet och antalet invånare är 1 843.
Terrängen runt Shahumyan är bergig åt sydost, men åt nordväst är den kuperad. Shahumyan ligger nere i en dal. Närmaste större samhälle är Vanadzor, 5,5 kilometer nordväst om Shahumyan.
Trakten runt Shahumyan består i huvudsak av gräsmarker. Runt Shahumyan är det ganska tätbefolkat, med 104 invånare per kvadratkilometer.